# آواز سام
آواز سام (به انگلیسی: Sam's Song) فیلمیست محصول آمریکا در سال ۱۹۶۸ ساخته جان برادریک و با بازی رابرت دنیرو می‌باشد.

## داستان
فیلم‌های ضبط‌شده از «سَمِز سانگ» در سال ۱۹۷۹ در قالب یک فیلم کاملاً متفاوت تدوین شدند که با نام‌های «د سوآپ» (The Swap) و «لاین آو فایر» (Line of Fire) شناخته می‌شود. در این فیلم، یک مرد به تحقیق دربارهٔ مرگ برادرش می‌پردازد.  